# Monte Grande, Mariano Escobedo
Monte Grande är en ort i Mexiko.   Den ligger i kommunen Mariano Escobedo och delstaten Veracruz, i den sydöstra delen av landet, 220 km öster om huvudstaden Mexico City. Monte Grande ligger 1 395 meter över havet och antalet invånare är 499.
Terrängen runt Monte Grande är kuperad åt sydost, men åt nordväst är den bergig. Runt Monte Grande är det mycket tätbefolkat, med 1 361 invånare per kvadratkilometer. Närmaste större samhälle är Orizaba, 4,8 km söder om Monte Grande. Trakten runt Monte Grande består till största delen av jordbruksmark.